# The Brazilian Connection
The Brazilian Connection (Brasil: A Conexão Brasileira ) é um documentário norte-americano de 1982 dirigido por Helena Solberg em parceria com David Meyer para o canal PBS. O filme contextualiza para o telespectador americano como se estabeleceu e desenvolveu o então regime militar, comandado pelo último dos generais-presidente, João Batista Figueiredo.

## Sinopse
O filme examina o clima politico e cultural no Brasil durante as primeiras eleições após a ditadura, no meio de uma crise econômica intensa.

## Produção
Helena Solberg e David Meyer entrevistaram vinte profissionais, cujos depoimentos giram em torno das relações econômicas entre o Brasil e os Estados Unidos, e as transformações políticas que estavam ocorrendo naquele ano. Para citar alguns, Anthony Motley (embaixador americano no Brasil na época), Luiz Inácio Lula da Silva (que mais tarde se tornaria presidente do país), David McDonald (vice-representante de Comércio dos EUA), Marilena Chauí (professora de filosofia na Universidade de São Paulo).